# Ren Nikaidō
Ren Nikaidō (jap. 二階堂 恋 Nikaidō Ren; * 24. Mai 2001 in Ebetsu) ist ein japanischer Skispringer.

## Werdegang
Der Sohn des ehemaligen Skispringers Manabu Nikaidō startete von 2016 bis 2021 im FIS Cup und errang drei Siege. Seit 2017 nimmt er am Skisprung-Continental-Cup teil und konnte am 25. Januar 2020 mit einem 18. Rang in Sapporo seine ersten Punkte erringen. Dreieinhalb Wochen zuvor sprang Nikaidō vor Ort auch zum bis heute einzigen Mal im Weltcup. Am 26. September 2021 gelang ihm in Klingenthal mit einem vierten Platz das erste Resultat unter den ersten zehn Teilnehmern eines Continental-Cup-Wettbewerbs. In die Saison 2022/23 startete er mit zwei zweiten Plätzen in Lillehammer.
Von 2017 bis 2021 nahm der Japaner auch an den Nordischen Junioren-Skiweltmeisterschaften teil.
Am 17. September 2022 startete Nikaidō erstmals im Skisprung-Grand-Prix und konnte auf Anhieb zusammen mit Reruhi Shimizu den dritten Platz im Mannschaftswettbewerb erringen. Das noch am selben Tag stattgefundene Einzelspringen gewann er.
2023 wurde Nikaidō Landesmeister auf der Großschanze.

## Erfolge

### Grand-Prix-Siege im Einzel
| Nr. | Datum              | Ort    | Typ           |
| --- | ------------------ | ------ | ------------- |
| 01. | 17. September 2022 | Râșnov | Normalschanze |

## Statistik

### Weltcup-Platzierungen
| Saison  | Platz | Punkte |
| ------- | ----- | ------ |
| 2022/23 | 043.  | 049    |
| 2023/24 | 022.  | 449    |
| 2024/25 | 019.  | 444    |

### Vierschanzentournee-Platzierungen
| Saison  | Platz | Punkte |
| ------- | ----- | ------ |
| 2022/23 | 047.  | 0295,0 |
| 2023/24 | 012.  | 1016,9 |
| 2024/25 | 027.  | 0839,0 |

### Grand-Prix-Platzierungen
| Saison | Platz | Punkte |
| ------ | ----- | ------ |
| 2022   | 005.  | 169    |
| 2023   | 003.  | 315    |
| 2024   | 009.  | 173    |

### Continental-Cup-Platzierungen
| Saison  | Platz | Punkte |
| ------- | ----- | ------ |
| 2019/20 | 113.  | 0028   |
| 2021/22 | 050.  | 0172   |
| 2022/23 | 042.  | 0160   |